# Draba kluanei
Draba kluanei är en korsblommig växtart som beskrevs av Gerald Alfred Mulligan. Draba kluanei ingår i släktet drabor, och familjen korsblommiga växter. Inga underarter finns listade i Catalogue of Life.